# Primitivisme

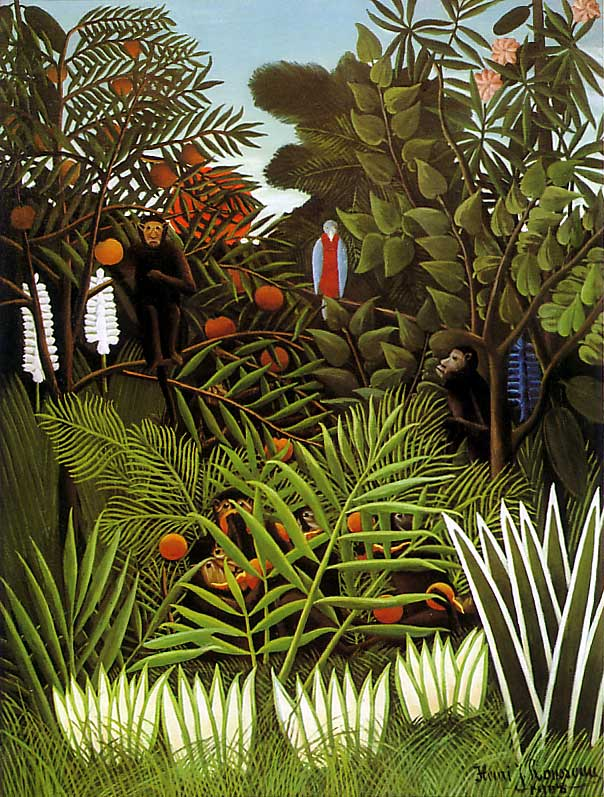
Henri Rousseau, exotisch landschap, 1908

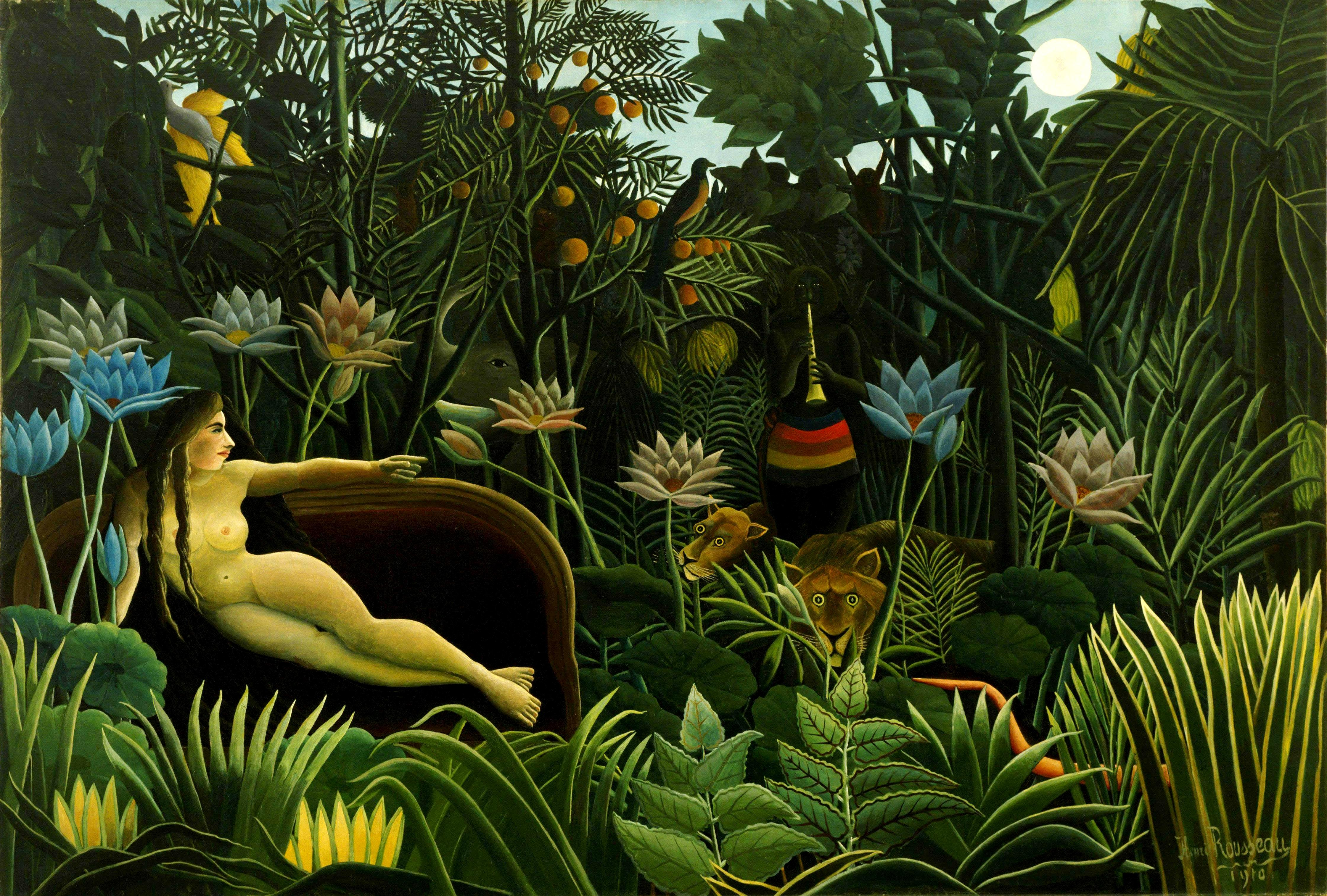
Le Rêve (De Droom) door Henri Rousseau

Primitivisme is een stroming in de beeldende kunst waarbij kunstenaars (de primitivisten) er naar streven terug te keren naar de tijd van voor de moderne beschaving, naar het primitieve, toen alles nog 'onbedorven eenvoudig en oorspronkelijk' was. Het spontane en het naïeve staan centraal. Vaak wordt dit gekenmerkt door gebrek aan perspectief en abstraheren van het onderwerp. Het primitivisme is verwant aan de naïeve kunst.
Primitivisme is nadrukkelijk niét de kunst van inheemse of prehistorische volkeren (Primitieve kunst). Het gaat primair over de westerse belangstelling voor primitieve kunst en het streven haar kenmerken terug te brengen in de hedendaagse kunst.

## Ontstaan
Tot aan de achttiende eeuw geloofden westerse kunstenaars dat de kunst zich in grote lijnen lineair ontwikkelde: kunst kon steeds beter worden, was de gedachte. Er was een idee van voortdurende vooruitgang: vanaf de middeleeuwen, via de renaissance, hadden technieken en compositievormen zich voortdurend verder ontwikkeld.
In de negentiende eeuw kwam er meer en meer verzet tegen dit idee van voortdurende vooruitgang. Het begon in zekere zin reeds in de 18e eeuw met de filosoof Jean-Jacques Rousseau, die het idee van de onbedorven primitieve mensen (de “nobele wilde”) verheerlijkte, maar ook in de beeldende kunst ging men, mede ook onder invloed van de opkomst van de fotografie, die de taak van een kunstschilder ingrijpend veranderde, steeds nadrukkelijker op zoek naar nieuwe manieren om zich uit te drukken. 
Veel Westerse beeldende kunstenaars vonden die nieuwe uitdrukkingsvorm in primitieve culturen, waarmee ze in de negentiende eeuw steeds meer en makkelijker in aanraking kwamen, mede door de opkomst van wetenschappen zoals de etnografie, maar ook omdat het gemakkelijker werd om te reizen. Steeds vaker begonnen ze elementen over te nemen uit andere culturen. Eerste tendensen waren al merkbaar binnen het oriëntalisme in de tweede helft van de negentiende eeuw, maar rond 1900 begonnen een aantal kunstenaars steeds bewuster te streven naar het 'weer primitief maken' van de kunst. Ze probeerden te schilderen vanuit eenzelfde soort gevoel als primitieve mensen. Dat hoefden niet per se mensen uit andere culturen en landen te zijn, maar kon bijvoorbeeld ook gevonden worden in volkskunst en achtergebleven boerengemeenschappen.

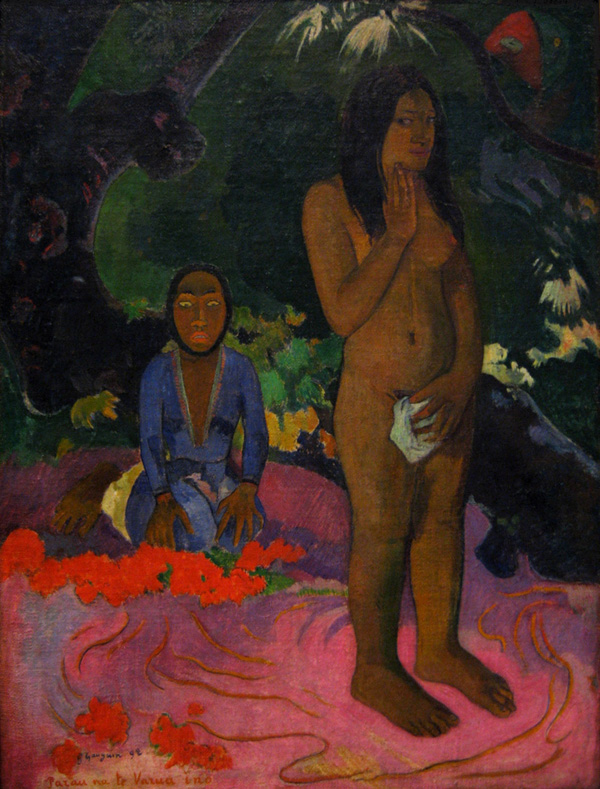
Paul Gauguin: Paroles du Diable, 1892

## Typering
Het primitivisme verheerlijkte het spontane, onbedorvene, naïeve en intuïtieve van de 'primitieve kunstenaars' en stelden dat tegenover de academische, aan conventies gebonden westerse kunsttraditie. In plaats van het ontbreken van perspectief en realisme te zien als bewijs voor de lage ontwikkelingsgraad van de 'primitieve volkeren', bewonderden zij de schoonheid van de abstractie en namen die als leidraad voor hun eigen werk. Uiteindelijk ging het om het maken van kunst zonder enige kunstmatigheid of verfijning. Opvallend is het vaak felle, exotische, contrasterende kleurgebruik.

## Ontwikkeling
Tot de eerste kunstenaars die tot het primitivisme werden gerekend behoorde Paul Gauguin, die naar Tahiti reisde om daar zijn bekende naïef-primitieve schilderijen van de lokale gemeenschap te kunnen maken. In Rusland kan gewezen worden op Mikhail Larionov, die het primitieve vooral zocht in de eenvoud van de plattelandsbevolking. In het begin van de twintigste eeuw was vervolgens heel duidelijk een invloed van het primitivisme waarneembaar in de vroege modernistische kunst. Primitivistische invloeden zijn direct aanwijsbaar in de kunststromingen van die Brücke en der Blaue Reiter, met Wassily Kandinsky als belangrijkste voorman. Daarnaast zijn ook bij modernistische schilders als Henri Matisse, Amedeo Modigliani, Pablo Picasso, Henri Rousseau en Paul Klee (en ook bij beeldhouwers als beeldhouwers als Constantin Brâncuşi, Alberto Giacometti en Henry Moore) elementen van het primitivisme herkenbaar, bijvoorbeeld in het gebruik van maskervormen.
In het begin van de twintigste eeuw had het primitivisme vooral een symbolistische inslag, vaak met abstracte elementen. Later werd het steeds meer expressionistisch. Na de Tweede Wereldoorlog was er nog een variant van het primitivisme waarneembaar die vooral de nadruk legde op het spontane, het naïeve en het gevoel, met de Cobra-groep en kunstenaars als belangrijkste voorbeeld. Ook zij gewezen op kunstenaars als Franz Kline en Adolph Gottlieb.
Tot een echte vastomlijnde beweging of stroming is het primitivisme uiteindelijk nooit uitgegroeid. Daarvoor werden de uitingsvormen uiteindelijk te divers. Als trend en invloed is het primitivisme echter nog steeds herkenbaar, hoewel de term als zodanig steeds minder houdbaar lijkt, vanwege het steeds vanzelfsprekender in elkaar vloeien van primitieve- en niet-primitieve elementen in hedendaagse kunstuitingen.